# Pehr Schiörlin
Pehr Schiörlin, född 6 juni 1736 i Svärta församling, Södermanlands län, död 23 februari 1815 i Linköpings församling, Östergötlands län, var en svensk orgelbyggare.

## Biografi
Schiörlin föddes 1736 på Labro i Svärta socken. Han var son till snickaren Jonas Jönsson och Maria Pehrsdotter. Han kom 1747 från Nyköping till Linköping och blev 1753 lärling hos orgelbyggaren Jonas Wistenius. Som förste gesäll fick Schiörlin senare självständiga uppdrag och blev 1769 Wistenius' kompanjon. Efter mästarens död 1777 övertog Pehr Schiörlin verkstaden och blev privilegierad 1778. Orgelbyggeriet låg på Nygatan 17–19, där byggnaderna fanns kvar till slutet av 1960-talet, då de revs för att lämna plats åt nuvarande Gyllenhuset och Lilla torget. Han bodde 1777 på Sankt Lars kvarter 46 i Linköping och från 1783 på Tannefors kvarter 42 i samma stad.
Schiörlin avled 1815 Linköping, varvid firman övertogs av sonen Jonas Fredric Schiörlin.

## Orgelkonst
Pehr Schiörlin byggde ett 60-tal orglar, de flesta i Östergötland och Småland. Många hade mer än 20 stämmor fördelade på två manualer och pedal. Det första kända verket byggde han tillsammans med Jonas Wistenius 1777 i Lindome kyrka i Halland. Schiörlin utvecklade en egen orgeltyp, präglad av en intensiv plenumklang med tershaltiga mixturer, färgrikedom i flöjtstämmorna och tungstämmor av yppersta kvalitet samt separata principalstämmor i diskantläge en oktav under verkets fundamentprincipal.
Omkring 15 orglar har bevarats i mer eller mindre ursprungligt skick, varav ett drygt dussin ännu är spelbara, till exempel det enmanualiga verket i Östra Skrukeby kyrka, byggt 1794 och hans största arbete, den tvåmanualiga, 30-stämmiga orgeln i Gammalkils kyrka, byggd 1806. Orglarna i Rappestads kyrka och Örebro Nikolaikyrka fullbordades efter Pehr Schiörlins död av sonen Jonas Fredric Schiörlin 1815 respektive 1818. Hos ytterligare ca 35 schiörlinorglar har fasaden bevarats, till exempel i Sankt Lars kyrka, Linköping, där nuvarande orgelverk är byggt av Marcussen & Søn i Åbenrå.
Den 16 januari 2005 kunde man i Slaka kyrka återinviga Pehr Schiörlins enda orgel med arkadfasad, ursprungligen byggd 1783, tillika den äldsta bevarade arkadorgeln i Sverige. Den 30 januari 2006 återinvigdes efter restaurering schiörlinorgeln i Tryserums kyrka.
Pehr Schiörlin räknas som den främste representanten för östgötafalangen inom svenskt orgelbyggeri och var vid sidan av Olof Schwan sin tids ledande mästare. Vid 1790-talets början fick han personlig kontakt med Abbé Georg Joseph Vogler och påverkades delvis av hans idéer till att frångå den tidigare klassiska linjen i fråga om disponering och mensurering till förmån för en mer romantiskt präglad orgelstil med vidare mensurer. Ett verk i denna anda byggde Schiörlin 1792 i Hedvigs kyrka i Norrköping. Orgeln gjordes helt efter Voglers simplifikationssystem och blev den enda av den typen i Sverige.
Jonas Wistenius och Pehr Schiörlin tillhörde den så kallade Linköpingstraditionen, vilken grundades av Wistenius och upphörde i och med Jonas Fredric Schiörlins död 1821.

## Familj
Pehr Schiörlin gifte sig 2 november 1784 i Höreda med Catharina Roth (1754–1829), dotter till komministern i Hässleby Jonas Andræ Roth och Emerentia Sjöstedt. De fick tre barn där sonen Jonas Fredric Schiörlin också blev orgelbyggare.

## Medarbetare
Lista över gesäller och lärlingar som var anställda hos Schörlin.
- 1779 - Niclas Bergman (född 1753). Han var gesäll hos Schiörlin.[13]
- 1780, 1783–1789 - Anders Wollander (1719–1803). Han var orgelbyggargesäll hos Schiörlin.[13][14][15][18][19][20]
- 1783 - Magnus Björklund (född 1762). Han var lärling hos Schiörlin.[15]
- 1780–1781 - Niclas Hagstedt, född 1746 i Skärkind, död 8 juni 1796 i Kättilstad.[32] Var snickargesäll och sedan snickarmästare. Gift sig 26 december 1781 med Catharina Pehrsdotter, dotter till klockaren i Kättilstad.[33][34][35] Han gesäll hos Schiörlin.[13][26][27]
- 1780–1788, 1792 Lorentz Peter Lorin (1759–1827), instrumentmakare, klavikord och violinbyggare. Han var gesäll hos Schiörlin.[13][14][15][16][17][18][19][23]
- 1781–1797 - Petter Lundström, född 12 oktober 1745 i Krokek, död 1797 i Linköping. Han var mellan lärling och från 1787 gesäll hos Schiörlin.[14][15][16][17][18][19][20][21][22][23][24][25][26][27][28] Han gifte sig 1781 med Christina Sandberg i Mjölby.[36]
- 1783–1789, 1792–1793 Peter Björkman, född 1754 i Lerbo. Han var gesäll hos Schiörlin.[17][18][19][20][21][23][24][25]
- 1783–1815 Carl Rylander (1768–1824). Han var mellan lärling 1783–1792 och från 1793 gesäll hos Schiörlin.[16][17][18][19][20][21][22][23][24][25][26][27][28][29][30]
- 1785–1812 - Anders Ekelöf, född 24 augusti 1755 i Vallentuna, död 20 april 1812 i Linköping.[37] Han snickargesäll hos Schiörlin.[16][17][18][19][20][21][24][25][26][27][28][29][30]
- 1794 - Peder Ljungberg (född 1768). Han var son till smeden Nils Ljungberg och Catharina Anesdotter.[38] Han var gesäll hos Schiörlin.[25]
- 1792–1800 - Carl Gistrand
- 1792–1799 - Johan Mårten Haurelius (född 1778). Han var son till korpralen Johan Haurelius och Eva Setterberg.[39] Han var lärling hos Schiörlin.[25][26][27][28][29][30]
- 1796 Hagstedt
- 1796–1797 - Nils Gustaf Dahlin, född 6 juni 1769 i Stockholm. Han var gesäll hos Schiörlin.[28]
- 1796–1803 - Erik Wallberg (1770–1824). Han var snickargesäll hos Schiörlin.[28][29][30]
- 1798–1808 - Lars Larsson Bodin (Duktig) (1783–1860).[40][41]. Han var son till Lars Olsson och Catharina Nilsdotter.[42][43] Flyttar 1808 till Gammalkils socken och blir där livgrenadjär och byter efternamn till Duktig.[44][45] Gifter sig 30 oktober 1810 i Sjögestad med Stina Johansdotter.[46] Han var lärling hos Schiörlin.[30]
- 1799 Per Hinricsson Holmström, född 1774 i Piteå.
- 1800 Carl Holmgren
- 1801–1804 - Peter Lindahl (1766–1804).[47] Han var snickargesäll hos Schiörlin.[48]
- 1802–1804 - Carl Fredric Widegren (född 1782). Han var son till kyrkoherden A. M. Zander och Catharina Widegren i Östra Vingåker.[49]
- 1804 Nils Kullman, född 21 mars 1779 i Norrköping. Var snickargesäll.
- 1804–1810 Gustaf Söderstrand, född 1782 i Söderköping.
- 1805–1808 Olof Åkerbom, född 1744 i Enåker, död i Linköping.
- 1806–1811 Johan Peter Scharin, född 20 april 1782 i Gammalkils socken, död 2 augusti 1867 i Linköping. Var snickarlärling och orgelbyggarlärling.
- 1808 - Johannes Källström, född 23 mars 1782 i Visby stadsförsamling, var snickargesäll, son till timmermannen Lars Källström och hustrun Stina.[50]
- 1811–1815 - Nils Hallström (1790–1833).[51].
- 1811–1815 - Anders Widergren (1778–1838).[52] Var snickargesäll. Han blev senare snickarmästare i Eskilstuna.[53][54]
- 1814–1815 - Peter Wistedt, född 1 mars 1792 i Linköping. Han var son till extra besökaren Peter Wistedt och Catharina Samuelsdotter.[55] Han var snickargesäll.
- -1815 - Jonas Fredric Schiörlin
- Peter Lungberg

## Lista över orglar
Lista över orglar byggda av Pehr Schiörlin med ursprunglig disposition.
| År        | Kyrka                            | Stift      | Bild | Manualer | Pedal                             | Stämmor            | Principalgrund | Bevarad orgel/fasad | Övrigt |
| --------- | -------------------------------- | ---------- | ---- | -------- | --------------------------------- | ------------------ | -------------- | ------------------- | --- |
| 1770      | Bergunda kyrka                   | Växjö      |      |          |                                   | 7                  |                | Nej/Ja              | En ny orgel byggdes 1939 av E A Setterquist & Son, Örebro. Fasaden från Schiörlins orgel finns bevarad. Fasaden kompletterades med ett pedaltorn år 1974.                                                                                            |
| 1768      | Västra Torsås kyrka              | Växjö      |      |          |                                   | 10                 |                |                     | Orgeln kostade 5600 daler och arbetat utfördes av Pehr Schiörlin. |
| 1776      | Lindome kyrka                    | Göteborgs  |      |          |                                   | 12                 |                | Nej/Nej             | Omkring år 1773 betingades en ny orgel av Schiörlin. Tillsammans med Jonas Wistenius |
| 1777      | Locknevi kyrka                   | Linköpings |      | 1        |                                   |                    | 4'             | Nej/Nej             | Kontrakt skrivet med Jonas Wistenius den 12 maj 1776. En ny orgel byggdes 1886 av E A Setterquist & Son, Örebro. |
| 1778      | Alvesta kyrka                    | Växjö      |      | 1        | bihangspedal                      | 9 ⁄2               | 4'             | Ja/Ja               | 1912 byggdes en ny orgel av Olof Hammarberg, Göteborg, bakom orgelfasaden av Schiörlin. Man magasinerade då Schiörlins orgel i ett förråd på kyrkogården. Schiörlins orgel sattes åter upp och renoverades 1964 av Bröderna Moberg, Sandviken.       |
| 1780      | Edsbergs kyrka, Närke            | Strängnäs  |      | 1        |                                   | 7                  |                | Nej/Nej             | En ny orgel byggdes 1912 av E A Setterquist & Son, Örebro. |
| 1779/1780 | Kättilstads kyrka                | Linköpings |      |          |                                   | 11                 |                | Nej/Ja              | En ny orgel byggdes 1942 av A Magnussons Orgelbyggeri AB, Göteborg. Fasaden från Schiörlins orgel finns bevarad. |
| 1780/1781 | Åkers kyrka, Södermanland        | Strängnäs  |      | 1        | Bihangspedal                      | 8                  |                | Nej/Nej             | En ny orgel byggdes 1917 av E A Setterquist & Son. |
| 1782      | Götlunda kyrka                   | Västerås   |      |          |                                   | 10                 |                | Nej/Ja              | En ny orgel byggdes 1890 av E A Setterquist & Son, Örebro. Fasaden från orgeln är bevarad. |
| 1782/1783 | Rystads kyrka                    | Linköpings |      | 1        | Bihangspedal                      | 11 (101⁄2 ?)       | 4'             | Nej/Ja              | En ny orgel byggdes 1891 av Carl Elfström, Ljungby. Fasaden från Schiörlins orgel är bevarad. |
| 1783      | Saint Andrew's Church, Göteborg  | Göteborgs  |      | 1        | bihangspedal                      | 7 1⁄2              |                | Nej/Nej             | Flyttades 1789 till Örgryte gamla kyrka. Den flyttades 1868 till Jonsereds kyrka där den idag står. Orgeln togs ur bruk 1927 och man använde istället ett harmonium. 1950 togs orgel åter i bruk då den renoverades av Olof Hammarberg, Göteborg.    |
| 1783      | Slaka kyrka                      | Linköpings |      | 1        | Bihängd                           | 12                 |                | Ja/Ja               | En ny orgel byggdes 1938 av Olof Hammarberg, Göteborg. Stora delar av Schiörlins pipverket och fasaden ingår i Hammarsberg orgel. Resterande delar av Schiörlins pipverk finns magasinerade i kyrkan.                                                |
| 1783/1784 | Vissefjärda kyrka                | Växjö      |      |          |                                   |                    |                | Nej/Nej             | En ny orgel flyttades 1883 till kyrkan från Kalmar domkyrka. Den var byggd 1759 av Lars Wahlberg, Vimmerby. |
| 1783      | Torhamns kyrka                   | Lunds      |      |          |                                   |                    |                | Nej/Nej             | |
| 1784      | Hakarps kyrka                    | Växjö      |      |          |                                   | 6                  |                | Nej/Ja              | En ny orgel byggdes 1905 av Åkerman & Lund, Sundbyberg. Fasaden från Schörlins orgel finns bevarad. |
| 1784      | Ryssby kyrka, Kronobergs län     | Växjö      |      |          |                                   | 10                 |                | Nej/Ja              | En ny orgel byggdes 1924 av Eberhard Friedrich Walcker, Ludwigsburg. |
| 1784      | Vikingstads kyrka                | Linköpings |      | 2        | Bihangspedal (självständig pedal) | 23                 |                | Ja/Ja               | Orgeln har flera gånger förändrats. Den renoverades 1970 av Richard Jacoby Orgelverkstad AB, Stockholm. |
| 1785      | Tryserums kyrka                  | Linköpings |      | 1        | Självständig                      | 15                 |                | Ja/Ja               | Orgeln renoverades 1968 av Magnus Fries, Sparreholm. |
| 1785      | Söraby kyrka                     | Växjö      |      | 1        | Bihängd                           | 10                 |                | Nej/Ja              | En ny orgel byggdes 1923 av E A Setterquist & Son, Örebro. Fasaden från Schiörlins orgel finns bevarad. |
| 1786      | Tävelsås kyrka                   | Växjö      |      | 1        | Bihängd                           | 7 eller 8          |                | Nej/Ja              | En ny orgel byggdes 1922 av Eberhard Friedrich Walcker, Ludwigsburg, Tyskland. |
| 1786      | Grebo kyrka                      | Linköpings |      | 1        | Bihängd                           | 9 1⁄2              | 4'             | Ja/Ja               | 1867 utökades orgel med självständig pedal av Sven Nordström. En ny orgel byggdes 1926 av Olof Hammarberg, Göteborg. Schiörlins orgel finns magasinerad och fasaden finns bevarad.                                                                   |
| 1786      | Svennevads kyrka                 | Strängnäs  |      | 1        | Självständig                      | 13 eller 14        |                | Nej/Ja              | En ny orgel sattes upp i kyrkan 1892. Den var byggd 1887 av Åkerman & Lund, Stockholm. 1892 såldes manualverket till Klotens missionshus. Fasaden från Schiörlins orgel finns bevarad.                                                               |
| 1786      | Östra Hargs kyrka                | Linköpings |      | 1        | Bihangspedal                      | 9 1⁄2              |                | Nej/Nej             | En ny orgel byggdes 1886 av Carl Elfström, Ljungby. |
| 1787      | Getinge kyrka                    | Göteborgs  |      |          |                                   | 8 eller 10         |                | Nej/Nej             | En ny orgel byggdes 1890 av Johannes Magnusson, Göteborg. |
| 1787/1794 | Misterhults kyrka                | Linköpings |      |          |                                   |                    |                | Nej/Ja              | Orgeln omändrades 1869 av Per Larsson Åkerman och Erik Adolf Setterquist, Strängnäs och hade då 21 stämmor fördelade på två manualer och pedal. En ny orgel byggdes 1912 av E A Setterquist & Son, Örebro. Fasaden från Schiörlins orgel är bevarad. |
| 1786/1787 | Södra Vi kyrka                   | Linköpings |      |          |                                   |                    |                | Nej/Ja              | En ny orgel byggdes 1887 av Salomon Molander & Co, Göteborg. Fasaden från Schiörlins orgel är bevarad. |
| 1788      | Ekeby kyrka                      | Linköpings |      |          |                                   | 17                 |                | Nej/Nej             | En ny orgel byggdes 1865 av Per Larsson Åkerman, Stockholm. |
| 1788      | Sankta Gertruds kyrka, Västervik | Linköpings |      |          |                                   |                    |                | Nej/Nej             | |
| 1789      | Östra Eds kyrka                  | Linköpings |      |          |                                   |                    |                | Nej/Nej             | |
| 1789      | Lönsås kyrka                     | Linköpings |      |          |                                   | 9                  |                | Ja/Ja               | Fasaden från Schiörlins orgel finns bevarad. Magasinerad orgel. |
| 1789      | Vinbergs kyrka                   | Göteborgs  |      |          |                                   | 8                  |                | Nej/Nej             | En ny orgel byggdes 1856 av Johan Nicolaus Söderling, Göteborg. En ny orgel byggdes 1901 i Steninge kyrka av Johannes Magnusson, Göteborg. |
| 1789      | Harplinge kyrka                  | Göteborgs  |      |          |                                   | 9 1/2              | 4'             | Nej/Nej             | Orgeln flyttades 1809 till Steninge kyrka. |
| 1790      | Askersunds landskyrka            | Strängnäs  |      | 2        | Självständig                      | 22                 |                | Nej/Ja              | 1843 byggdes orgeln om av E A Setterquist, Hallsberg. En ny orgel byggdes 1912 av E A Setterquist & Son, Örebro. Fasaden från Schiörlins orgel finns bevarad.                                                                                        |
| 1791      | Rävinge kyrka                    | Göteborgs  |      |          |                                   | 7                  |                | Nej/Ja              | En ny orgel byggdes 1907 av Johannes Magnusson, Göteborg. |
| 1791      | Björkviks kyrka                  | Strängnäs  |      |          |                                   | 10                 |                | Nej/Nej             | Orgeln brann ner 1869. |
| 1792      | Näshulta kyrka                   | Strängnäs  |      |          |                                   | 10                 |                | Nej/Ja              | En ny orgel byggdes 1906 av E A Setterquist & Son, Örebro. Fasaden från Schiörlins orgel finns bevarad. |
| 1792      | Hedvigs kyrka                    | Linköpings |      |          |                                   |                    |                | Nej/Nej             | Orgeln var byggd på Georg Joseph Voglers simplifikationssystem. Fasaden bestod av en duk som var målad av Pehr Hörberg. En ny orgel byggdes 1861 av Per Larsson Åkerman, Stockholm.                                                                  |
| 1793      | Norra Vi kyrka                   | Linköpings |      | 1        | Bihängd                           | 9                  | 8'             | Nej/Ja              | Orgeln byggdes om 1884 av Sven Nordström. En ny orgel byggdes 1924 av C A Lund, Linköping. Fasaden från Schiörlins orgel är bevarad. |
| 1793      | Tvååkers kyrka                   | Göteborgs  |      | 1        | Bihängd                           | 111⁄2              | 4'             | Nej/Nej             | En ny orgel byggdes 1860 av Johan Ferdinand Ahlstrand, Istorp. |
| 1793      | Tuna kyrka, Småland              | Linköpings |      | 1        | Bihängd                           |                    |                | Ja/Ja               | En ny orgel byggdes 1935 av Åkerman & Lund, Sundbyberg. Fasaden från Schiörlins orgel är bevarad. Orgeln är magasinerad. |
| 1792/1793 | Häradshammars kyrka              | Linköpings |      | 1        | Bihängd                           | 101⁄2              | 4'             | Nej/Nej             | Orgeln förstördes i en eldsvåda före 1821. |
| 1794      | Östra Skrukeby kyrka             | Linköpings |      | 1        | Bihängd                           | 13                 |                | Ja/Ja               | Orgeln renoverades 1949 av Th Frobenius & Co, Lyngby, Danmark. |
| 1794      | Västra Ny kyrka                  | Linköpings |      |          |                                   | 14                 |                | Nej/Ja              | EN ny orgel byggdes 1921 av Olof Hammarberg, Göteborg. Fasad med ljudande fasadpipor från Schiörlins orgel är bevarad. |
| 1794      | Vadsbro kyrka                    | Strängnäs  |      |          |                                   | 8                  |                | Nej/Ja              | En ny orgel byggdes 1904 av E A Setterquist & Son, Örebro. |
| 1794      | Sunds kyrka, Östergötland        | Linköpings |      | 2        | Bihängd                           | 16 (9+7)           | 8'/4'          | Nej/Ja              | En ny orgel byggdes 1898 av Åkerman & Lund, Stockholm. Fasaden från Schiörlins orgel är bevarad. |
| 1794/1795 | Askers kyrka                     | Strängnäs  |      | 1        | Självständig                      | 16                 |                | Nej/Nej             | En ny orgel byggdes 1874 av E A Setterquist & Son, Örebro. |
| 1795      | Bettna kyrka                     | Strängnäs  |      | 1        | Bihangspedal                      | 10                 |                | Nej/Ja              | En ny orgel byggdes 1903 av E A Setterquist & Son, Örebro. Fasaden från Schiörlins orgeln är bevara. |
| 1795      | Lekaryds kyrka                   | Växjö      |      |          |                                   | 11                 |                | Nej/Ja              | En ny orgel byggdes 1893 av Carl Elfström, Ljungby. Fasaden från Schiörlins orgel finns bevarad. |
| 1795      | Nässjö gamla kyrka               | Växjö      |      | 1        | Bihängd                           | 12                 |                | Ja/Ja               | Orgeln renoverades 1963 av Olof Hammarberg, Göteborg. |
| 1797      | Gillberga kyrka, Södermanland    | Strängnäs  |      | 1        | Bihängd                           | 8                  |                | Nej/Ja              | En ny orgel byggdes 1896 av Åkerman & Lund, Stockholm. Fasaden från Schiörlins orgel är bevarad. |
| 1797      | Hackvads kyrka                   | Strängnäs  |      | 1        |                                   | 9                  |                | Nej/Nej             | En ny orgel byggdes 1910 av Kasper Thorsell, Göteborg. |
| 1797      | Kvillinge kyrka                  | Linköpings |      | 1        | Bihängd                           | 111⁄2              | 4'             | Nej/Nej             | |
| 1798      | Svenarums kyrka                  | Växjö      |      | 1        | Bihängd                           | 11                 |                | Ja/Ja               | 1865 byggdes en andra manual på orgeln av Johannes Magnusson, Lemnhult. Den andra manualen togs borg 1952. Orgeln står framför Grönvallorgeln som byggdes 1952.                                                                                      |
| 1798      | Ramsbergs kyrka                  | Västerås   |      | 3        | Bihängd                           | 19 (8+6+5)         | 4'/8'/0'       | Nej/Nej             | |
| 1799      | Herrberga kyrka                  | Linköpings |      | 1        | Bihängd                           |                    |                | Ja/Ja               | En ny orgel byggdes 1936 av A Mårtenssons Orgelfabrik AB, Lund. 1990 byggde Matts Arvidsson, Stallarholmen en orgel. Fasaden och stora delar av pipverket är från Schiörlins orgel.                                                                  |
| 1800      | Motala kyrka                     | Linköpings |      | 2        | Bihängd                           | 191⁄2 (81⁄2+7+4)   | 8'/4'/0'       | Nej/Ja              | En ny orgel byggdes 1906 av E A Setterquist & Son, Örebro. Fasaden från Schiörlins orgel finns bevarad. |
| 1800      | Vallda kyrka                     | Göteborgs  |      | 1        | Bihängd                           | 111⁄2              | 4'             | Nej/Ja              | En ny orgel byggdes 1913 av Eskil Lundén, Göteborg. Fasaden med ljudande fasadpipor är bevarad. |
| 1801      | Sankt Lars kyrka, Linköping      | Linköpings |      |          |                                   |                    |                | Nej/Ja              | En ny orgel byggdes 1908 av Åkerman & Lund, Sundbyberg. Fasaden från Schiörlins orgel finns bevarad. |
| 1801      | Västerlösa kyrka                 | Linköpings |      | 1        | Bihängd                           | 121⁄2              | 8'             | Ja/Ja               | En ny orgel byggdes 1949 av Olof Hammarberg, Göteborg. Fasaden, huvudverkets väderlåda och stora delar av huvudverkets pipor är från Schiörlins orgel.                                                                                               |
| 1802      | Vena kyrka                       | Linköpings |      | 2        | Självständig                      | 211⁄2 (8+61⁄2+7)   | 4'/4'/8'       | Ja/Ja               | En ny orgel byggdes 1940 av A Magnussons Orgelbyggeri AB, Göteborg. Fasaden från Schiörlins orgel är bevarad. Orgeln är magasinerad. |
| 1802      | Ljungby kyrka, Kalmar län        | Växjö      |      |          |                                   | 25                 |                | Nej/Nej             | En ny orgel byggdes 1891 av Åkerman & Lund, Stockholm. |
| 1803      | Kils kyrka                       | Strängnäs  |      |          |                                   |                    |                | Nej/Ja              | En ny orgel byggdes 1860 av E A Setterquist, Örebro. Fasaden från Schiörlins orgel finns bevarad. |
| 1804      | Ödeshögs kyrka                   | Linköpings |      | 2        | Självständig                      | 17                 |                | Nej/Nej             | En ny orgel byggdes 1890 av Salomon Molander & Co, Göteborg. |
| 1805      | Tjärstads kyrka                  | Linköpings |      | 2        | Självständig                      | 21                 |                | Ja/Ja               | En ny orgel byggdes 1947 av M J & H Lindegren, Göteborg. Fasaden från Schiörlins orgel finns bevarad. |
| 1806      | Ekebyborna kyrka                 | Linköpings |      | 1        | Bihängd                           | 11                 |                | Ja/Ja               | Orgeln renoverades 1952 av Th Frobenius & Co, Lyngby, Danmark. |
| 1806      | Gammalkils kyrka                 | Linköpings |      | 2        | Självständig                      | 30                 |                | Ja/Ja               | Orgeln renoverades 1974 av Bröderna Moberg, Sandviken. |
| 1807      | Borgs kyrka                      | Linköpings |      | 2        | Självständig                      | 20½                | 8'/4'          | Nej/Ja              | En ny orgel byggdes 1910 av E A Setterquist & Son, Örebro. Fasaden från Schiörlins orgel är bevarad. |
| 1807/1809 | Harplinge kyrka                  | Göteborgs  |      | 2        | Självständig                      | 23 1/2 (9 1/2+7+6) | 4'/4'/8'       | Nej/Nej             | En ny orgel byggdes 1893 av E A Setterquist & Son, Örebro. |
| 1808      | Ringarums kyrka                  | Linköpings |      | 2        | Självständig                      | 18                 |                | Nej/Ja              | En ny orgel byggdes 1918 av E A Setterquist & Son, Örebro. Fasaden från Schiörlins orgel är bevarad. |
| 1810      | Hycklinge kyrka                  | Linköpings |      | 1        | Bihängd                           | 12                 |                | Ja/Ja               | En ny orgel byggdes 1928 av Olof Hammarberg, Göteborg. Schiölins orgel skänktes då utan fasad till Nordiska museet. 1954 satte man upp orgeln på Historiska museet. 1975 flyttades även fasaden till Historiska museet.                              |
| 1810      | Algutsboda kyrka                 | Växjö      |      | 1        | Bihängd                           | 12 1/2             | 4'             | Nej/Nej             | En ny orgel byggdes 1894 av E A Setterquist & Son, Örebro. |
| 1811      | Kråkshults kyrka                 | Linköpings |      | 1        | Självständig                      | 11                 |                | Ja/Ja               | Orgeln omändrades 1811 av Erik Nordström, Eksjö. 1971 renoverades orgeln av Richard Jacoby Orgelverkstad AB, Stockholm. |
| 1812      | Torsås kyrka                     | Växjö      |      |          |                                   | 12                 | 4'             | Nej/Nej             | En ny orgel byggdes 1929 av Olof Hammarberg, Göteborg. |
| 1813      | Vislanda kyrka                   | Växjö      |      | 1        | Bihängd                           | 12                 |                | Ja/Ja               | Orgeln byggdes om 1885 av Carl Johannes Carlsson, Virestad. 1937 byggdes en ny orgel i kyrkan. |
| 1814      | Blackstads kyrka                 | Linköpings |      |          |                                   | 10                 |                | Nej/Ja              | En ny orgel byggdes 1923 av E A Setterquist & Son, Örebro. Fasaden från Schiölins orgeln är bevarad. |
| 1815      | Rappestads kyrka                 | Linköpings |      | 2        | Självständig                      | 27                 | 8'/4'/8'       | Ja/Ja               | Färdigställd av Jonas Fredric Schiörlin |

### Reparationer och ombyggnationer
| År   | Kyrka                          | Stift      | Bild | Manualer | Pedal | Stämmor | Principalgrund | Bevarad orgel/fasad | Övrigt |
| ---- | ------------------------------ | ---------- | ---- | -------- | ----- | ------- | -------------- | ------------------- | ------ |
| 1781 | Skällviks kyrka                | Linköpings |      |          |       |         |                |                     |        |
| 1782 | Älvestads kyrka                | Linköpings |      |          |       |         |                | Nej/Nej             |        |
| 1788 | Östra Ryds kyrka, Östergötland | Linköpings |      |          |       |         |                | Nej/Nej             |        |
| 1789 | Tjällmo kyrka                  | Linköpings |      |          |       |         |                | Nej/Nej             |        |
| 1798 | Ulrika kyrka                   | Linköpings |      |          |       |         |                | Nej/Nej             |        |
| 1802 | Vikingstads kyrka              | Linköpings |      |          |       |         |                | Nej/Nej             |        |
| 1805 | Åtvids gamla kyrka             | Linköpings |      |          |       |         |                | Nej/Nej             |        |

### Tillverkning enligt Kommerskollegium
Statistik över Schiörlins tillverkning enligt Kommerskollegium kammarkontoret.
| År   | Produktion | Summa   |
| ---- | --- | ------- |
| 1779 | Orgelbyggararbete | 170     |
| 1780 | Tre orgelverk och två klaver                                                                                                | 93      |
| 1781 | Två orgelverk | 99      |
| 1782 | Tre orgelverk | 84      |
| 1783 | Fyra orgelverk | 106     |
| 1784 | Har förfärdigat och förbättrat tre orgelverk                                                                                | 111,40  |
| 1785 | Har fullbordat återstående arbete och reparerat orgelverk                                                                   | 118     |
| 1786 | Tre orgelverk | 95,4    |
| 1787 | Två orgelverk | 79      |
| 1788 | Två orgelverk och bäljar till ett annat orgelverk                                                                           | 85      |
| 1789 | Två små orgelverk och återstående arbete på ett orgelverk                                                                   | 103     |
| 1790 | Ett orgelverk och en väderlåda                                                                                              | 66      |
| 1791 | Två små orgelverk | 65      |
| 1792 | Två orgelverk | 72      |
| 1793 | Tre orgelverk | 110     |
| 1794 | Två orgelverk och ett huspositiv                                                                                            | 88      |
| 1795 | |         |
| 1796 | Tre orgelverk | 82,32   |
| 1797 | Tre orgelverk | 83,16   |
| 1798 | Två orgelverk och två huspositiv                                                                                            | 74      |
| 1799 | En lite pedalbyggnad till Hällestads gamla orgelverk, två små huspositiv till Värmland och ett orgelverk till Motala kyrka. | 90      |
| 1800 | Fem orgelverk | 1508,16 |
| 1801 | Ett orgelverk | 870,33  |
| 1802 | Ett orgelverk | 920,16  |
| 1803 | Två orgelverk | 1200    |
| 1806 | Två orgelverk | 966,32  |

## Bevarade fasader

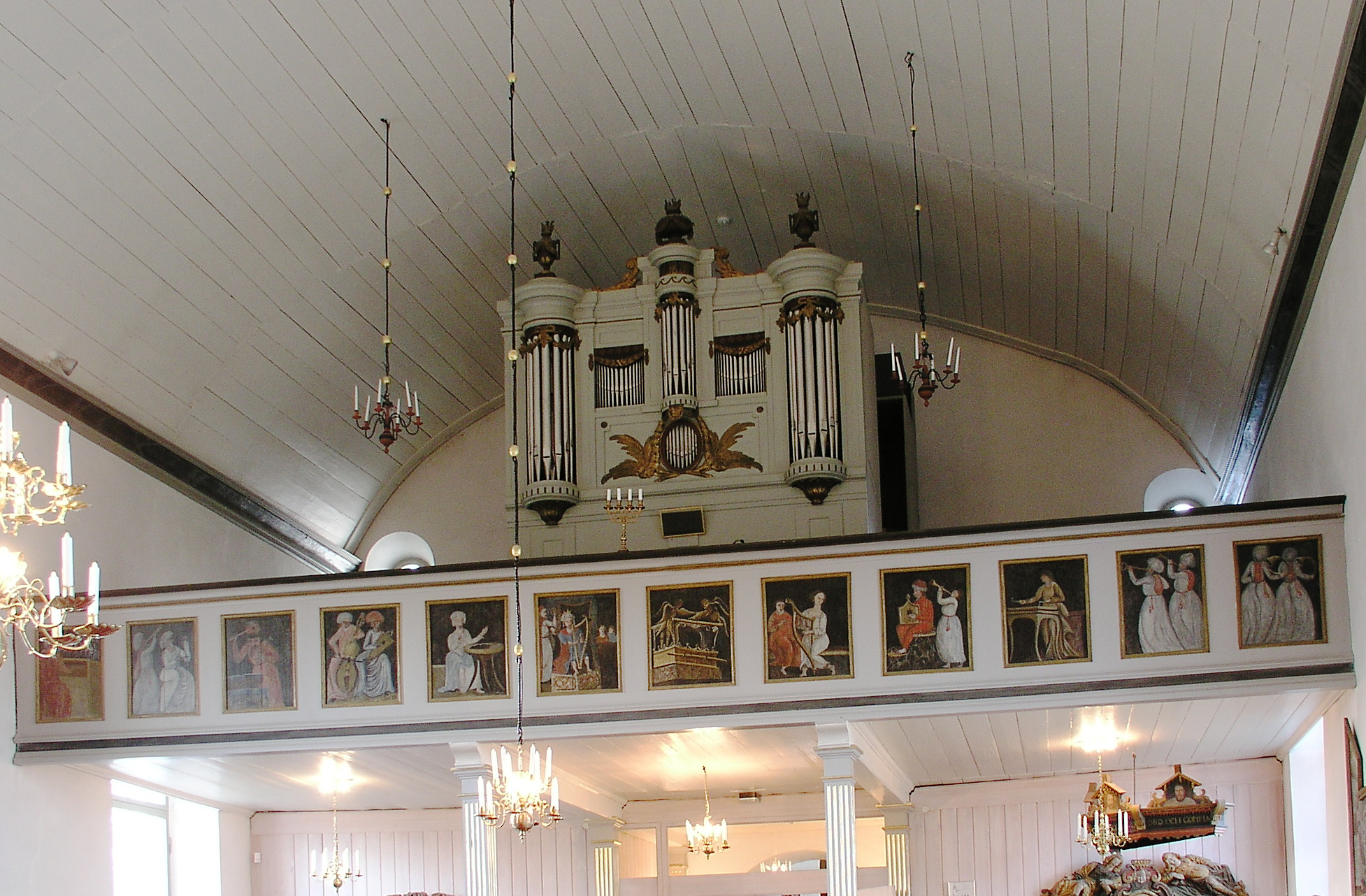
Rystads kyrka, Östergötland

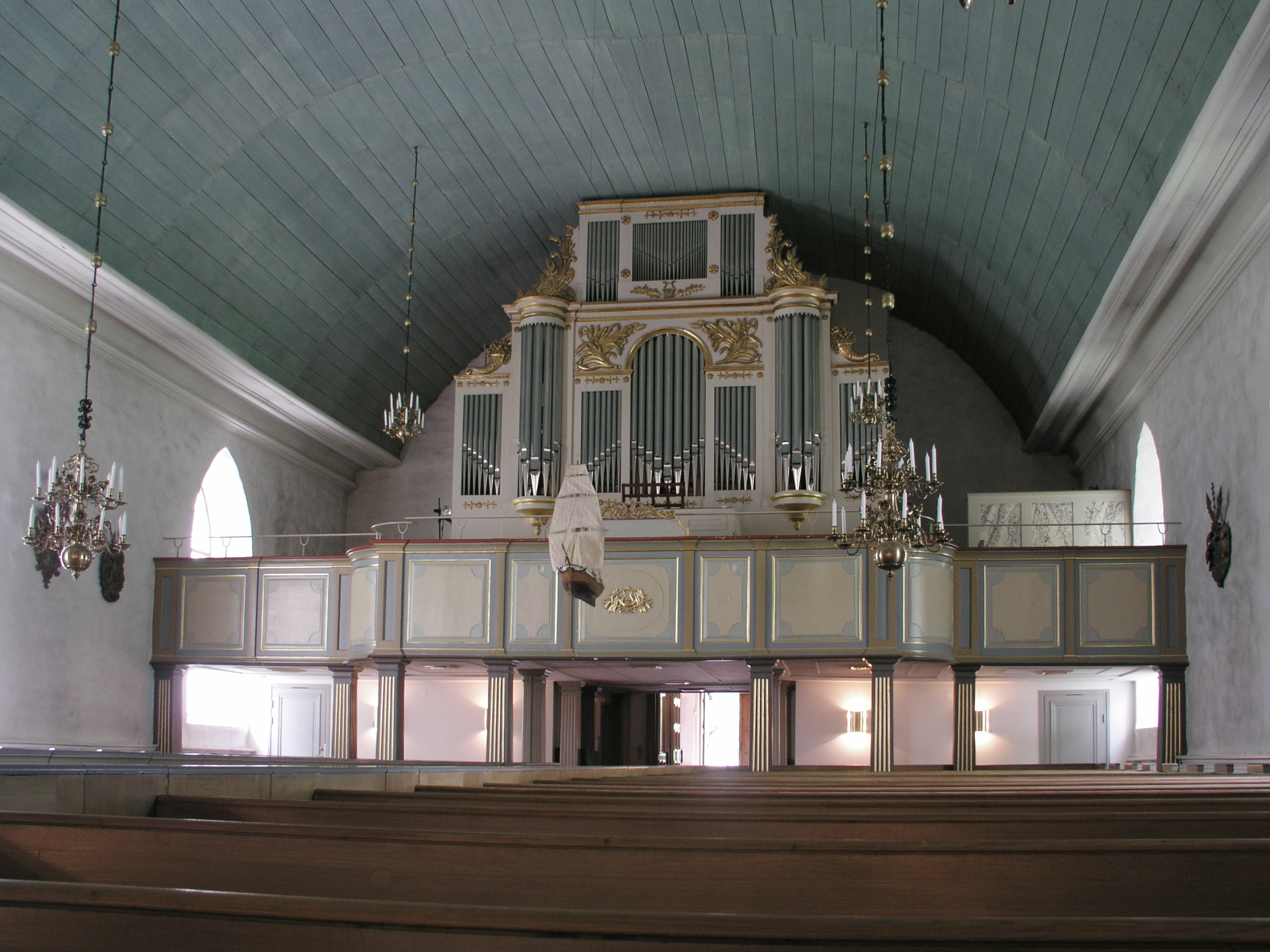
Motala kyrka, Östergötland

- Kättilstads kyrka, Östergötland, 1779
- Edsbergs kyrka, Närke, 1780
- Åkers kyrka, Södermanland, 1781
- Misterhults kyrka, Småland, 1787
- Misterhults kyrka, Småland, 1794(?)
- Gillberga kyrka, Södermanland, 1797
- Vena kyrka, Småland, 1802
- Kils kyrka, Närke, 1803